# Gliceraldeído

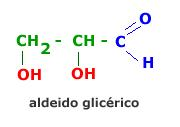
Estrutura do gliceraldeído. Em azul, o radical aldeído; em vermelho, as hidroxilas.

Gliceraldeído (2,3-diidroxipropanal) é um monossacarídeo do tipo triose, de fórmula química C3H6O3. É a mais simples das aldoses, já que o glicolaldeído e o metanal, cujas fórmulas químicas são, respectivamente, C2H4O2 e CH2O, não são considerados aldoses. Os demais monossacarídeos maiores do tipo aldose derivam do gliceraldeído por alongamento da cadeia carbônica, sendo comum nas células animais e vegetais como ésteres fosfóricos.
O gliceraldeído é um composto orgânico sólido, cristalino e de sabor adocicado. É um  intermediário no metabolismo dos carboidratos.

## Isomeria
Analisando a estrutura do gliceraldeído pela projeção de Fisher, pode-se constatar a existência de duas configurações, dependendo da posição da hidroxila do carbono assimétrico ou quiral, isto é, o carbono ligado a quatro átomos ou radicais diferentes entre si. No caso do gliceraldeído, o carbono assimétrico é o de número 2 (os átomos de carbono são numerados a partir da extremidade mais próxima do grupo carbonila). Na configuração L-gliceraldeído, a hidroxila encontra-se à esquerda do carbono quiral, enquanto que, no D-gliceraldeído, a hidroxila está localizada à direita.
|                      | D-gliceraldeído  | L-gliceraldeído  |
| Projeção de Fisher   | D-glyceraldehyde | L-glyceraldehyde |
| Fórmula esquelética  | D-glyceraldehyde | L-glyceraldehyde |
| Modelo bola e bastão | D-glyceraldehyde | L-glyceraldehyde |